# Langwies
Langwies (Reto-Romaans: Pralung of Prauliung; Italiaans (verouderd): Pralungo) is een plaats en voormalige gemeente in het Zwitserse kanton Graubünden en maakt deel uit van het district Plessur.
Langwies telt 297 inwoners.

## Geschiedenis
Op 1 januari 2013 ging de daarvoor zelfstandige gemeente Castiel op in de gemeente Arosa.